# Frances D'Souza, baronesse D'Souza
Frances Gertrude Claire D'Souza, Baroness D'Souza, CMG, PC (født: Frances Gertrude Claire Russell) (født 18. april 1944) er en britisk forsker og politiker (uden for partierne), der blev livstidsmedlem af Overhuset i 2004 og formand for Overhuset (Lord Speaker) fra 2011 og frem til september 2016.

## Personligt liv
Frances D'Souza har to gange været gift med den portugisiske læge Stanislaus (Stanley) Joseph D'Souza. Første gang var i 1959–1974 og anden gang er fra 2003. Parret har to døtre. Den ældste er journalisten Christa D'Souza (født 1960).
I 1985–1994 var Frances D'Souza gift med Martin John Griffiths.